# Gornja Lijeska
Gornja Lijeska (cyr. Горња Лијеска) – wieś w Bośni i Hercegowinie, w Republice Serbskiej, w gminie Višegrad. W 2013 roku liczyła 18 mieszkańców.